# Поджофьорито
Поджофьорито (італ. Poggiofiorito) — муніципалітет в Італії, у регіоні Абруццо, провінція К'єті.
Поджофьорито розташоване на відстані близько 160 км на схід від Рима, 80 км на схід від Л'Аквіли, 17 км на південний схід від К'єті.
Населення — 879 осіб (2014).
Щорічний фестиваль відбувається 21 вересня. Покровитель — san Matteo.

## Демографія
Населення за роками:

Станом на 1 січня 2023 року в муніципалітеті офіційно проживали 34 іноземці з 10 країн, серед них 14 громадян країн Євросоюзу та 2 громадяни України.

## Сусідні муніципалітети
- Арієллі
- Креккьо
- Фриза
- Ланчано
- Орсонья